# Лакоча

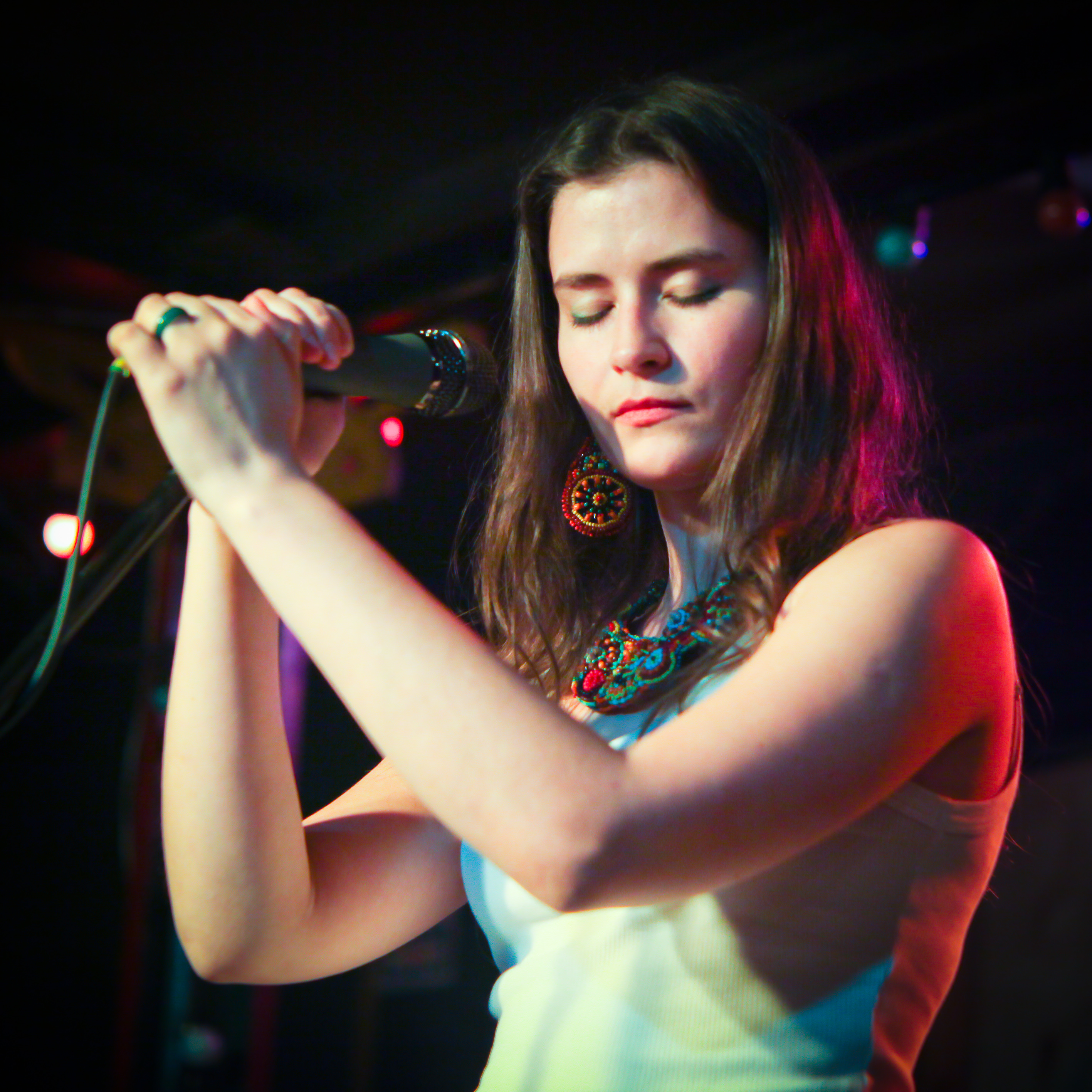
Любовь Понькина, 2014 год

Лакоча — московская фолк-группа, основанная в 2002 году, участники которой определяют своё направление как «музыку балканского кафе» или «этнофьюжн».
В репертуаре группы обработки народных песен: македонских, болгарских, сербских, русских, еврейских, греческих, армянских.

## История
Группа активно концертирует, в 2012 выпустила дебютный альбом.

В песнях, которые играет Лакоча, теплота и лиричность югославского фольклора сочетается с витиеватостью аранжировок, вокальной мелизматикой в восточном духе. Характерно, как певица Любовь Понькина хлопает в ладоши — где-то прямо перед собой, в своем личном пространстве.

25 мая 2016 года на летней веранде московского клуба «Китайский Лётчик Джао Да» состоялась презентация второго студийного альбома группы — «Стани Яно», получившего название по одной из новых песен в репертуаре коллектива.

## Состав
На 2016 год основу группы составляли:
- флейтист, основатель и идеолог проекта Илья Сайтанов,
- гитарист Лев Анохин,
- перкуссионист Владимир «Биг» Глушко,
- скрипачка Саша Скворцова,
- скрипачка Соня Кибрик,
- вокалистка Любовь Понькина.

с 2019 года состав группы:  
- флейтист Илья Сайтанов,
- гитарист Лев Анохин,
- перкуссионист Андрей Байрамов,
- скрипачка Саша Скворцова,
- скрипачка Соня Кибрик,
- вокалистка Людмила Орлова.

## Дискография
1. «Лакоча» (2012)
2. «Стани Яно» (2016)